# Radioåret 1978

## Händelser

### Mars
- 24 mars - SR:s grammofonarkiv firar sitt 50-årsjubileum.[1]

### Juni
- 15 juni - SR utser cheferna för sin nya organisation.[1]

### September
- Barntidningen Lyckoslanten har en artikel om DX-ing (kortvågslyssning), som orsakar en pånyttfödelse i Sverige för den ganska avsomnade hobbyn.

### Oktober
- 26 oktober - Gunnar Helén utses till ordförande i SR:s styrelse.[1]

### Okänt datum
- UR bildas som ett dotterbolag i SR-koncernen.[2]

### December
- 24 december - I Sverige startar piratradiostationen Radio FM i Stockholm.

## Radioprogram

### Sveriges Radio
- 1 december - Årets julkalender är Sagor från Blåbärsberget.[3]
- 31 december - Frukostklubben, ledd av Sigge Fürst, läggs ner.

## Avlidna
- 13 september – Georgi Ivan Markov, 49, bulgarisk journalist och radioman (mördad).[1]
- 31 december – Elof Ehnmark, 79, chef på Sveriges Radio åren 1950–1955.[1]

### Fotnoter
1. 1 2 3 4 5   Horisont 1978. Bertmarks
2. ↑  20:e århundrades När Var Hur - Etermedier, Bernt Himmelstedt, Forum, 1999
3. ↑  ”1978, Sagor från Blåbärsberget”. Sveriges Radio. http://sverigesradio.se/barn/julkalendrar/1978.stm. Läst 31 augusti 2015.